# Crepidomanes bipunctatum
Crepidomanes bipunctatum är en hinnbräkenväxtart som först beskrevs av Jean Louis Marie Poiret, och fick sitt nu gällande namn av Edwin Bingham Copeland. Crepidomanes bipunctatum ingår i släktet Crepidomanes och familjen Hymenophyllaceae. Inga underarter finns listade.